# Mountain Warfare Training Center

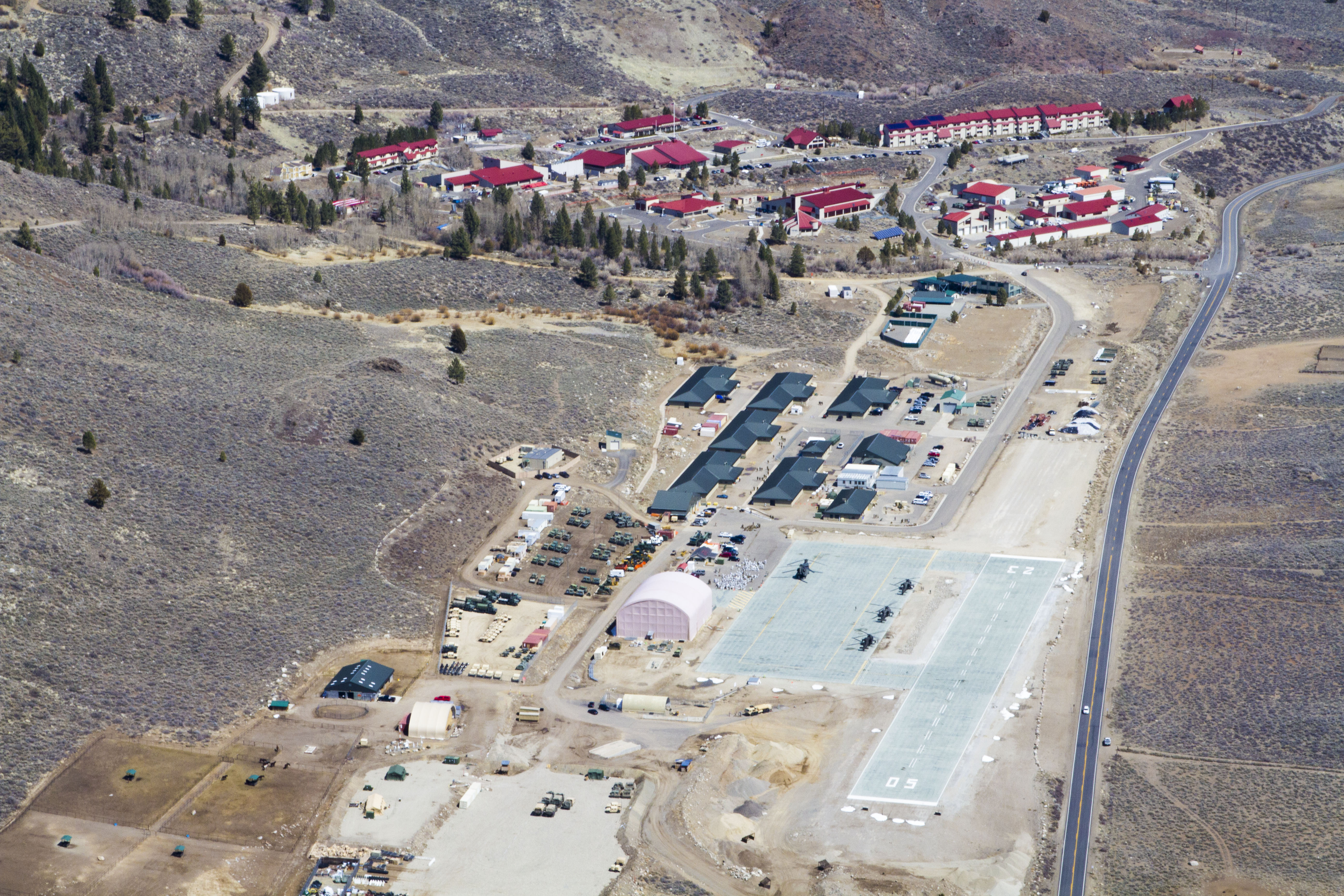
Luftbild (2012)

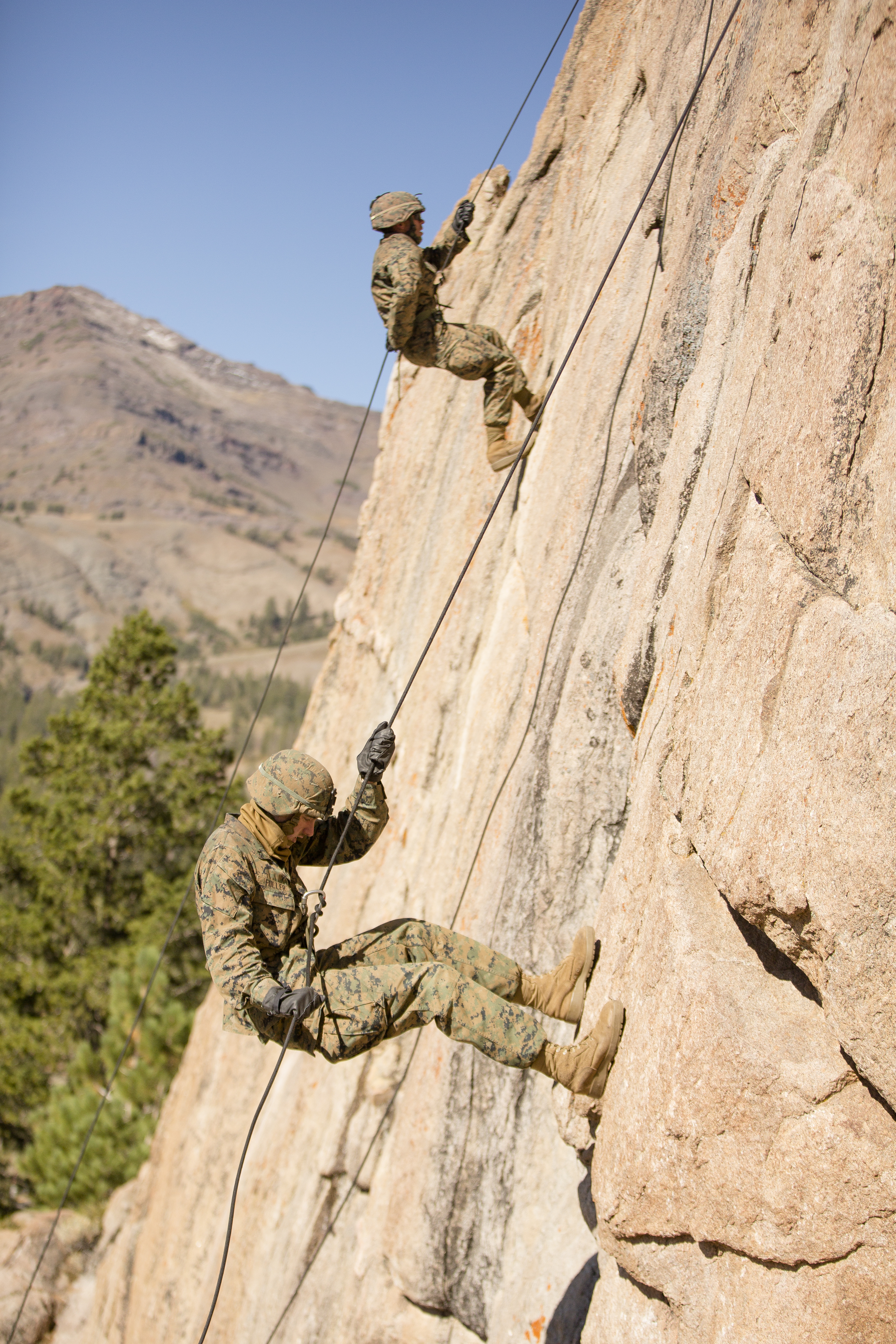
Ausbildung im Abseilen (2015)

Das Mountain Warfare Training Center ist eine Einrichtung des US Marine Corps zur militärischen Gebirgsausbildung.
Es befindet sich im Humboldt-Toiyabe National Forest in Kalifornien auf einer Höhe von 2062 Metern, nächstgelegener Ort ist Bridgeport.

## Geschichte
Das Zentrum wurde 1951 gegründet um Soldaten für den Koreakrieg auszubilden. Im Jahr 1963 erhielt es seinen jetzigen Namen.

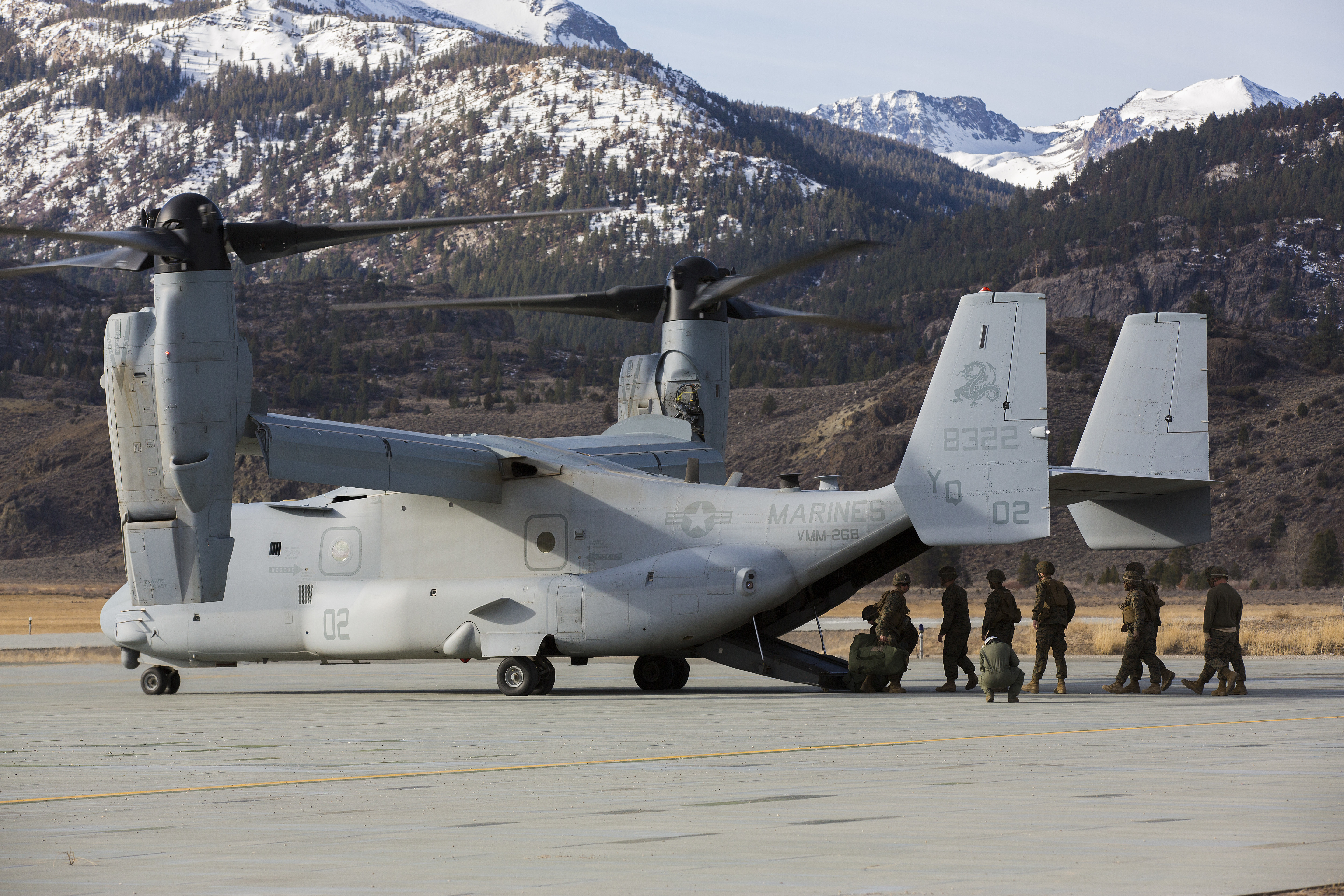
Einsatz eines V-22 Osprey (2015)
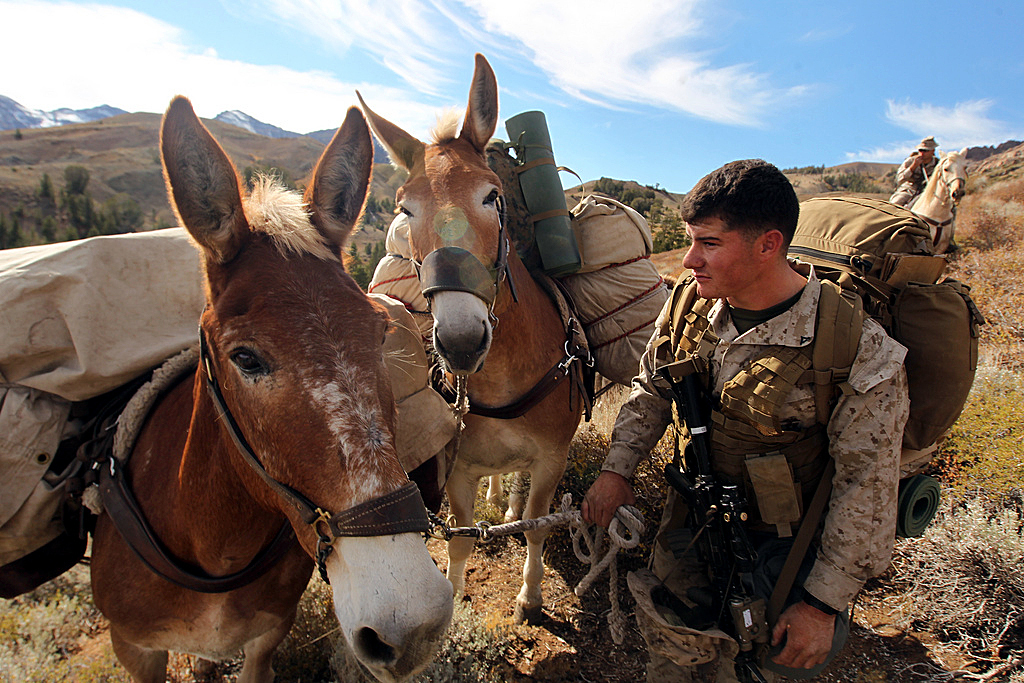
Marineinfanterist mit Maultieren (2012)
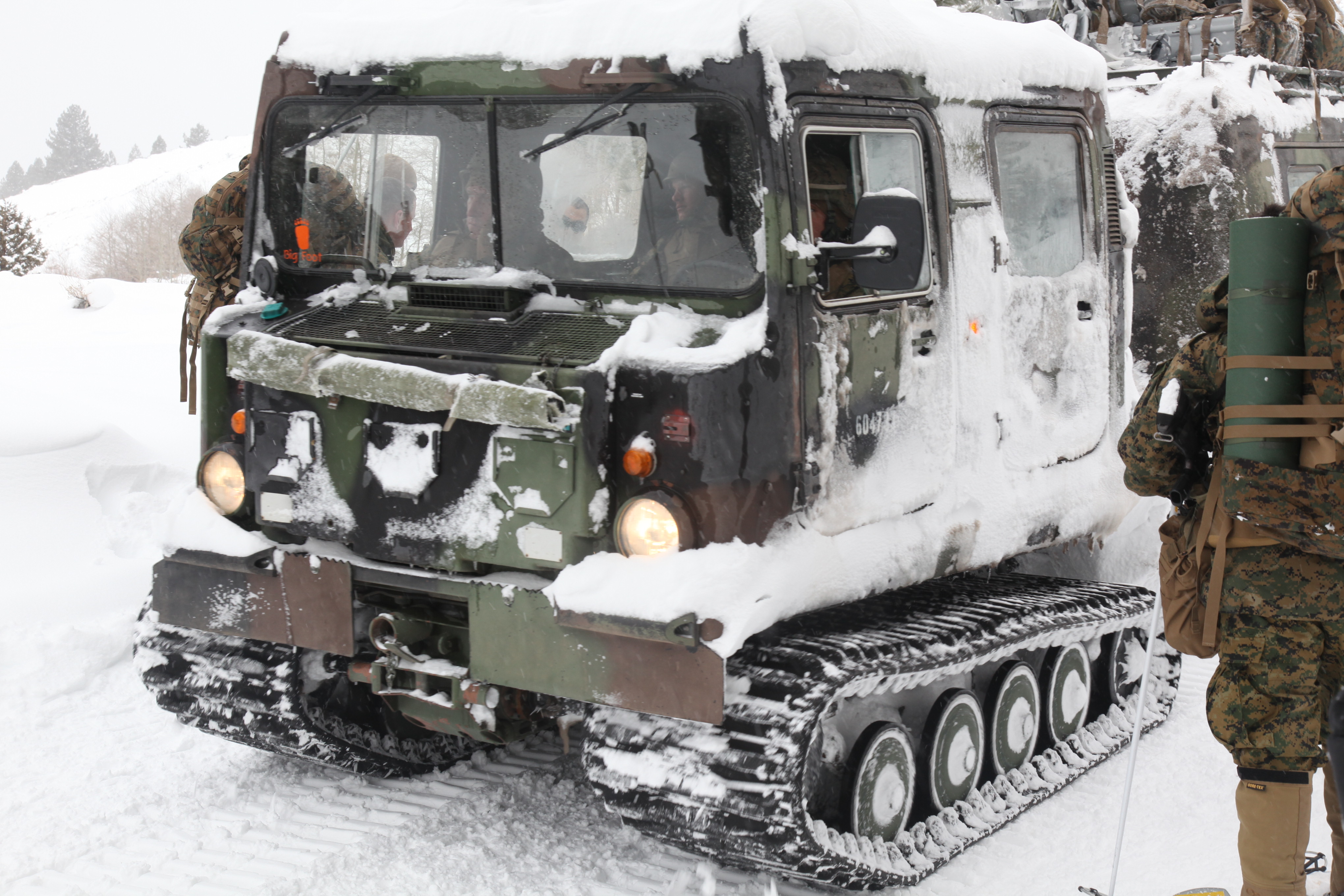
Raupenfahrzeug Hägglunds Bv206 (2010)